# Brazílie na zimních olympijských hrách
Brazílie na zimních olympijských hrách startuje od roku 1992. Toto je přehled účastí, medailového zisku a vlajkonošů na dané sportovní události.

## Účast na Zimních olympijských hrách
| Dějiště ZOH            | ZOH      | Vlajkonoš                         | Zlatá medaile | Stříbrná medaile | Bronzová medaile | Celkem |
| ---------------------- | -------- | --------------------------------- | ------------- | ---------------- | ---------------- | ------ |
| 1992 Albertville       | ZOH 1992 | Hans Egger                        |               |                  |                  | 0      |
| 1994 Lillehammer       | ZOH 1994 | Lothar Christian Munder           |               |                  |                  | 0      |
| 1998 Nagano            | ZOH 1998 | Marcelo Apovian                   |               |                  |                  | 0      |
| 2002 Salt Lake City    | ZOH 2002 | Mirella Arnhold                   |               |                  |                  | 0      |
| 2006 Turín             | ZOH 2006 | Isabel Clark                      |               |                  |                  | 0      |
| 2010 Vancouver         | ZOH 2010 | Isabel Clark                      |               |                  |                  | 0      |
| 2014 Soči              | ZOH 2014 | Jaqueline Mourão                  |               |                  |                  | 0      |
| 2018 Pchjongčchang     | ZOH 2018 | Edson Bindilatti                  |               |                  |                  | 0      |
| 2022 Peking            | ZOH 2022 | Edson Bindilatti Jaqueline Mourão |               |                  |                  | 0      |
| 2026 Milán             | ZOH 2026 |                                   |               |                  |                  |        |
| Celkem                 | 9        |                                   | 0             | 0                | 0                | 0      |
| Zdroj na Olympedia.org |          |                                   |               |                  |                  |        |